# Луговський Анатолій Васильович
Анато́лій Васи́льович Луго́вський (* 13 червня 1955 с. Басівка (Сумський район)  — поет, краєзнавець, журналіст, член НСПУ — 1999, член Національної спілки журналістів України.

### Навчання
Закінчив Юнаківську середню школу, навчався у Сумському культурно-освітньому училищі — закінчив 1974. Працюючи на посаді керівника театральної студії в Путивльському БК в 1974–1978, і в редакції путивльської районної газети «Путивльські відомості», навчався на режисерському факультеті Орловської філії Московського інституту культури — закінчив 1981.
В 1983–1984 роках працював директором Путивльської філії Сумського краєзнавчого музею, з 1984 — на державній службі.
Скінчив навчання на факультеті журналістики Київського державного університету ім. Т. Г. Шевченка — 1987.
В 1987, 1988 та 2000 роках був одним з організації конференцій в Путивлі, присвячених історії та культурі Київської Русі.

### Творчість
Автор 6 історико-краєзнавчих видань-путівників та 12 поетичних збірок.
- 1993  — перша поетична збірка «Калинові сни»
- 1994  — «Монолог души»
- 1994  — «Отча земля»
- 1996  — «Сповідь»
- 1998  — «Часоплив»
- 1999  — «Серпнева мить»
- 2000  — «Окно»
- 2002  — «Судьба Икара»
- 2005  — «Классическое лето»
- 2005  — «На круги своя»
- 2010  — «И каждый день, как маленькая жизнь»

Як краєзнавець, розкрив відомості про заснування Молченського монастиря — разом з Олександром Чурочкіним та Ігорем Гільбо — книга «Путивльський Молченський монастир» — 2012.

### Рецензії
- Хвостенко Г. Маєво снів калинових // Сумщина. — 1993, 20 жовтня

Окрім того, малює — графіка та живопис, ілюструє книги.